# Театр ла-Феніче

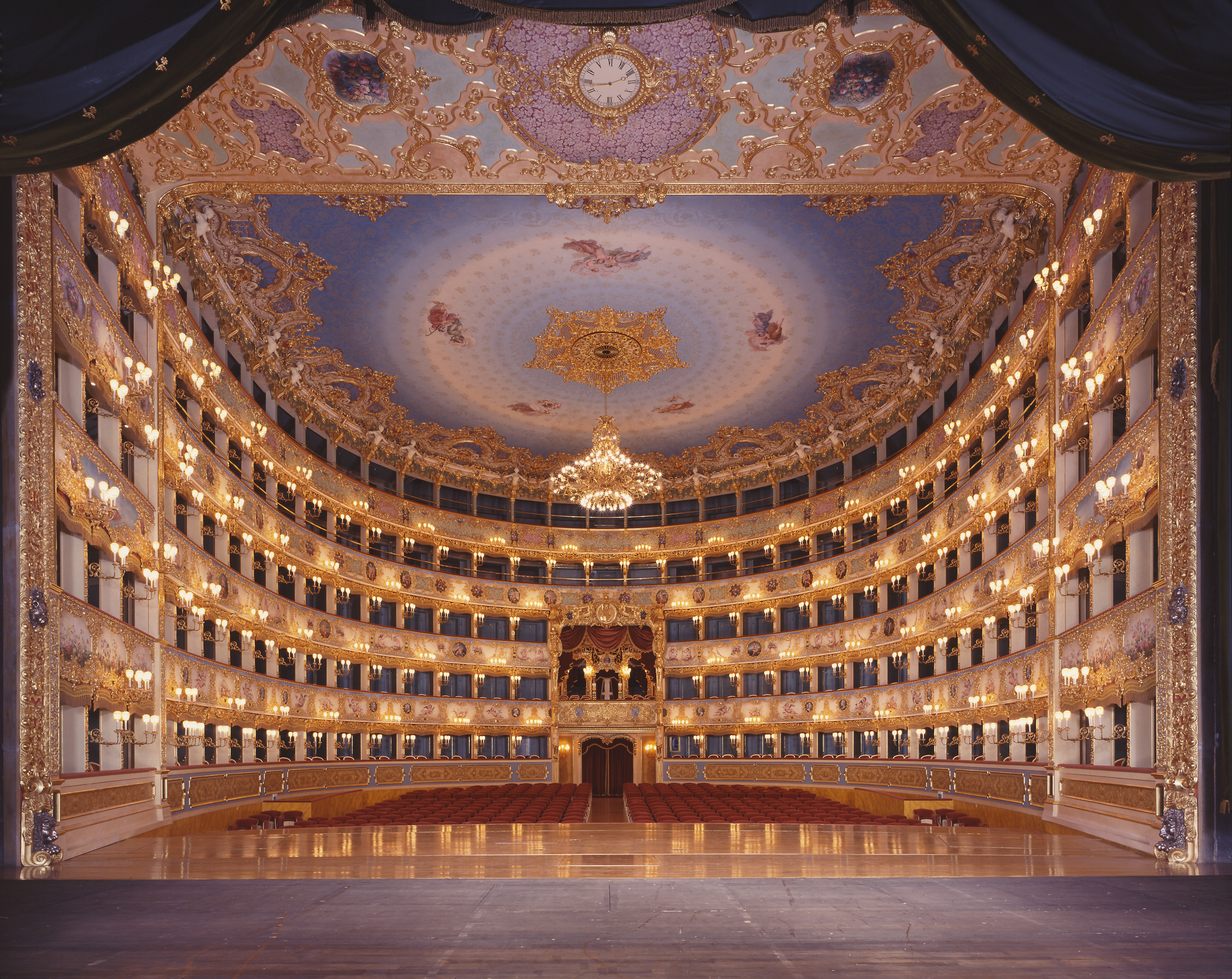
Зал театру ла-Феніче

Великий театр Ла-Феніче (італ. Gran Teatro La Fenice — великий театр фенікс) — оперний театр у Венеції, неодноразово знищений вогнем і перебудований, звідки і отримав свою назву — на честь Фенікса.

## Історія
Збудований у 1790—1792 за проєктом архітектора Джана Антоніо Селба.
16 травня 1792 відкритий оперою Паїзіелло «I Giochi di Agrigento».
13 грудня 1836 знищений пожежею, але негайно відновлений в оригінальній моделі, під орудою архітекторів архітектор Томмазо Медуна і Джамбаттіста Медуна.
У 19 столітті став місцем багатьох прем'єрах опер видатних італійських авторів, зокрема Джоаккіно Россіні («Танкред» і «Семіраміда» у 1823), Вінченцо Белліні («Капулетті і Монтеккі» в 1830 і «Беатріче ді Тенда» в 1833) і Джузеппе Верді («Ернані» в 1843 «Аттіла» в 1846, «Ріголетто» в 1851, «Травіата» в 1853і «Сімон Бокканегра» в 1857). Прем'єра «Травіати» спочатку була обсвистана глядачами у Феніксі.
У 1937 театр відновлений за проєктом Еудженіо Міоцці. Визначними прем'єрами XX століття стали постановки опери «Пригоди гульвіси» Ігоря Стравінського (1951) та «Поворот гвинта» Б. Бріттена.
29 січня 1996 будівля знову знищена вогнем, підпал здійснив електрик Енріко Карелла що намагався уникнути договірних штрафів за затримки в роботі. За державної підтримки театр було відновлено й урочисто відкрито 14 грудня 2003 в присутності президента республіки Карло Чампі.

## Галерея

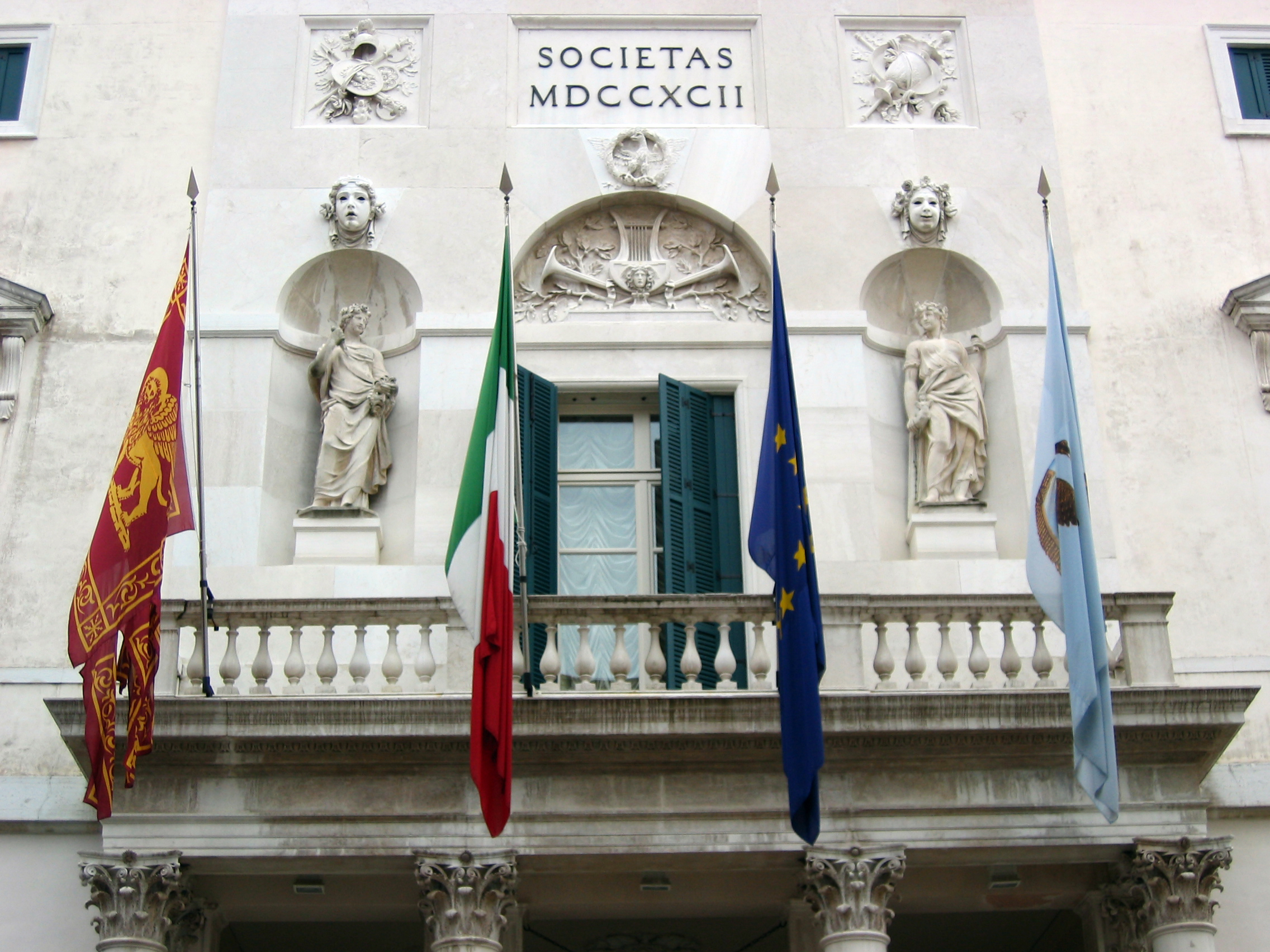
Фрагмент фасаду
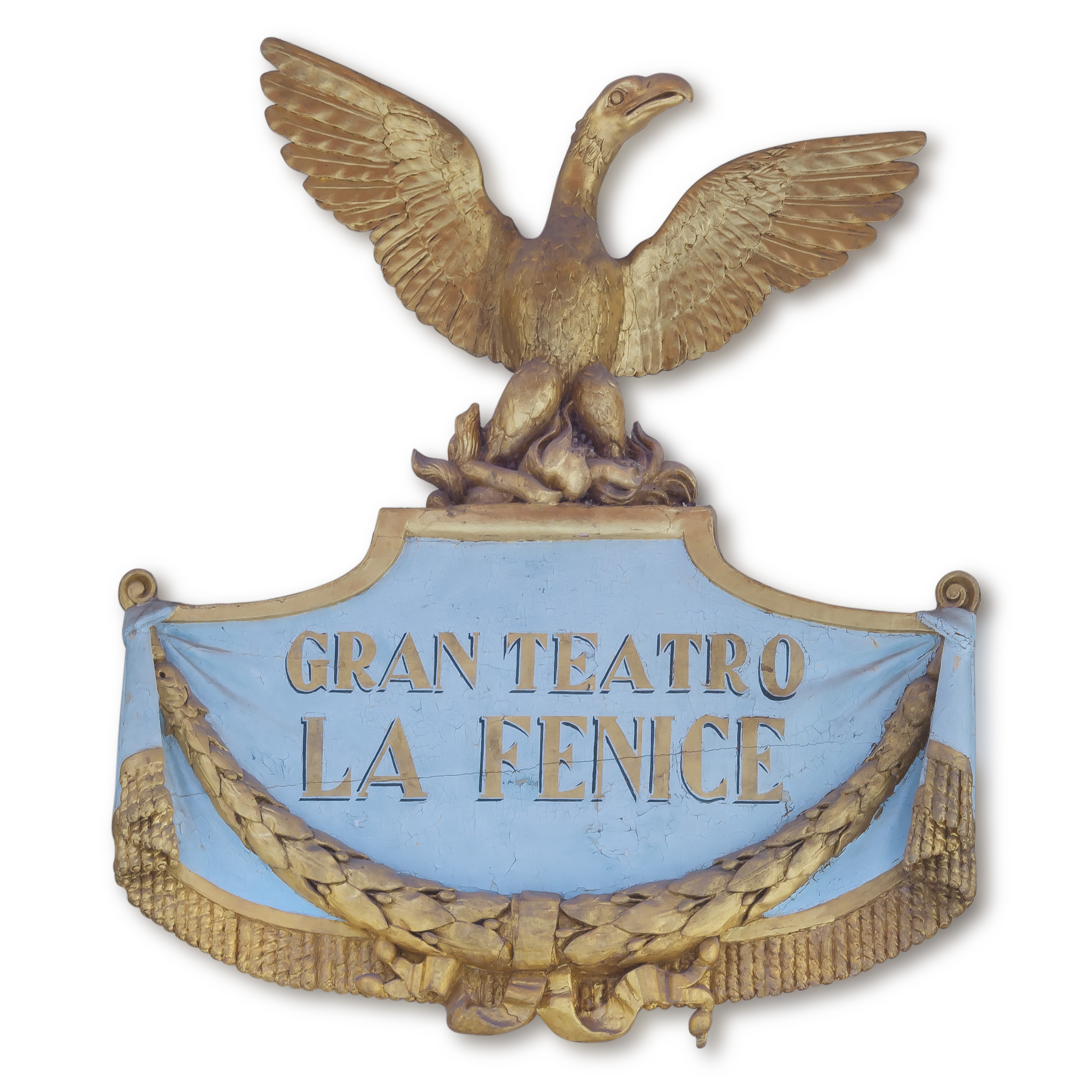
Герб театру